# Lupinus falsomutabilis
Lupinus falsomutabilis är en ärtväxtart som beskrevs av Charles Piper Smith. Lupinus falsomutabilis ingår i släktet lupiner, och familjen ärtväxter. Inga underarter finns listade i Catalogue of Life.